# اچ‌ام‌اس دارتموث (۱۹۱۱)
اچ‌ام‌اس دارتموث (۱۹۱۱) (به انگلیسی: HMS Dartmouth (1911)) یک کشتی بود که طول آن ۴۵۳ فوت (۱۳۸ متر) بود. این کشتی در سال ۱۹۱۱ ساخته شد.